# Jenissei (Schiff)
Die Jenissei («Енисей») ist ein Schiff des Projekts 320, zu dem vier Lazarettschiffe der ehemaligen  sowjetischen Marine heute  russischen Marine gehören:
- Ob («Обь») in der Pazifikflotte,
- Jenissei («Енисей»), IMO-Nr. 8956475, international eingetragen als Yenisey, in der Schwarzmeerflotte,
- Irtysch («Иртыш») und
- Swir («Свирь») in der Nordflotte.

Die Jenissei kann Verwundete sowohl auf See als auch im Hafen aufnehmen und versorgen. Dazu hat sie an jeder Seite eine Gangway, ein Ladegeschirr zum Übernehmen von Verletzten oder Ladung, ein Hubschrauberlandedeck achtern mit Kamow-Ka-25TS-Bordhubschraubern und mehrere Beiboote.
Die einzelnen, medizinischen Abteilungen an Bord sind:
Chirurgie, Intensivstation, therapeutische und ambulatorische Abteilungen, Röntgenkabinen, Diagnose-Zentrum, Apotheke und Medizintechnik.